# Control de la eyaculación
Control de la eyaculación es una técnica sexual que consiste en que el hombre voluntariamente permanezca sin eyacular el mayor tiempo posible durante el acto sexual, alargándolo y profundizándolo, o incluso que no eyacule en ningún momento del acto sexual, ni siquiera al tener un orgasmo (esto último se llama orgasmo seco). 
El propósito de esta técnica puede ser aumentar notablemente el placer sexual tanto para la mujer como para el hombre, generar amor entre ambos, o acrecentar la conciencia y la espiritualidad. El control de la eyaculación es la técnica básica que subyace en prácticas sexuales como el coitus reservatus y el karezza, o el maithuna, rito sexual del tantra que incluye a los dos anteriores y también los sobrepasa.